# 宽果紫金龙
宽果紫金龙（学名：Dactylicapnos roylei）为罂粟科紫金龙属下的一个种。

## 扩展阅读
- 維基物種上的相關：宽果紫金龙